# Ceratomyxa merlangi
Ceratomyxa merlangi is een microscopische parasiet uit de familie Ceratomyxidae. Ceratomyxa merlangi werd in 1966 beschreven door Zaika. 